# Appomattox-veld
Appomattox is een olieveld onder de Golf van Mexico op het Amerikaanse continentale plat, 200 kilometer zuidoost van New Orleans.
Shell boorde in maart 2009 met de Deepwater Nautilus olie aan in blok Mississippi Canyon 391 en 392. In 2015 werd besloten het veld in productie te nemen. Daarbij werd als productieplatform een halfafzinkbaar platform gekozen. Deze werd gebouwd door Samsung Heavy Industries in Zuid-Korea, terwijl het dek werd gebouwd door Kiewit Offshore in Ingleside. Het halfafzinkbare platform werd met de Xin Guang Hua van COSCO vervoerd naar Ingleside waar het dek werd geplaatst.
Daarna werd het in mei 2018 naar Mississippi Canyon 437 gesleept en daar door de Balder met zestien meerdraden via zuigankers aan de zeebodem verankerd.
De verwachting is dat het platform in 2020 gaat produceren uit het Appomattox- en het Vicksburg-veld. De olie zal naar de wal worden getransporteerd via de Mattox-pijpleiding.